# Рудольф фон Зейтц
Рудольф фон Зейтц (нім. Rudolf von Seitz; 15 червня 1842, Мюнхен — 18 червня 1910) — німецький художник.

## Біографія
Народився 15 червня 1842 року в Мюнхені в родині художника-декоратора Франца фон Зейтца.
Навчався живопису розпочав у свого батька, а згодом вступив до Мюнхенської академії мистецтв, де його вчителем був Карл Теодор фон Пілоті.
З 1883 року — зберігач Мюнхенського національного музею.
Відзначився, головно, майстерним виконанням малюнків для видань Мюнхенського художньо-промислового товариства, у прикрасі фресковим живописом будівлі цього товариства та інших подібних декоративних роботах. Ілюстрував «Фауста» Ґете, твори Шиллера.
З 1888 року обіймав посаду професора Мюнхенської академії мистецтв. Одним із його учнів був Ричард Тролль.
Помер 18 червня 1910 року в Мюнхені.

## Родина
Рудольф фон Зейтц у 1869 році одружився з представницею бельгійського аристократичного роду Кароліною Пауліною Маротте де Монтіньї. У подружжя народився син Ганс.